# Attaque sur le mur de l'Atlantique
Pour plus de détails, voir Fiche technique et Distribution.
Attaque sur le mur de l'Atlantique (Attack on the Iron Coast) est un film américain de Paul Wendkos sorti en 1968 inspiré par l'Opération Chariot contre le port de Saint-Nazaire.

## Synopsis
En 1942, le major canadien James Wilson, à la tête d'un commando, est chargé de détruire une base importante de la défense allemande du mur de l'Atlantique. Malgré un premier échec lors d'un débarquement semblable à celui de Dieppe, une nouvelle opération est lancée contre le port français de La Clare, détenu par les Allemands, afin de les priver de la seule cale sèche capable d'entretenir leurs grands cuirassés.

## Fiche technique
- Titre: Attaque sur le mur de l'Atlantique
- Titre original : Attack on the Iron Coast
- Réalisation : Paul Wendkos
- Scénario : Herman Hoffman et John C. Champion
- Producteur : John C. Champion, Ted Lloyd et Irving Temaner
- Direction artistique : William C. Andrews
- Décors : William C. Andrews
- Costumes : John Briggs
- Photographie : Paul Beeson et Desmond Dickinson (prises de vues additionnelles)
- Montage : Ernest Hosler
- Son : Allan Sones et Cyril Swern
- Musique : Gerard Schurmann
- Dates de sortie : 
  - États-Unis : 5 juin 1968 (première à New York)
  - France : 5 juillet 1968

## Distribution
- Lloyd Bridges : Major Jamie Wilson
- Andrew Keir (VF : Jean Michaud) : Capitaine Owen Franklin
- Sue Lloyd : Sue Wilson
- Mark Eden (VF : Jean Lagache) : Lieutenant Commander Donald Kimberly
- Maurice Denham (VF : Roger Tréville) : Amiral Sir Frederick Grafton
- Howard Pays (VF : Michel Gudin) : Lieutenant Graham
- Glyn Owens (VF : Marcel Bozzuffi) : Lieutenant Forrester
- John Welsh (VF : Gérard Férat) : Amiral Lord William Cansley
- Walter Gotell (VF : Jean Berger) : Colonel Von Horst
- Ernest Clark (VF : Yves Brainville) : le Vice-Maréchal de l'Air Woodbridge
- George Mikell : Capitaine Strasser

Acteurs non crédités :
- Simon Prebble (VF : Denis Savignat) : Lieutenant Smythe
- John Golightly (VF : Jacques Balutin) : l'homme de barre sur le dragueur de mines
- John Abineri (VF : Serge Nadaud) : le sergent allemand de la batterie côtière